# 浅裂沼兰
浅裂沼兰（学名：Crepidium acuminatum），为兰科沼兰属下的一个植物种。